# Stauchitz
Stauchitz là một đô thị thuộc huyện Meißen, bang Sachsen Đức. Đô thị Stauchitz có diện tích 33,05 km², dân số thời điểm ngày 31 tháng 12 năm 2006 là 3485 người.
Stauchitz gồm các khu vực dân cư sau:
- Bloßwitz
- Dobernitz
- Dösitz
- Gleina
- Groptitz
- Grubnitz
- Hahnefeld
- Ibanitz
- Kalbitz
- Panitz
- Plotitz
- Pöhsig
- Prositz
- Ragewitz
- Seerhausen
- Staucha
- Steudten
- Stösitz
- Treben
- Wilschwitz